# ساپتا کانیا
ساپتا کانیا (به لاتین: Saptha Kanya) یک کوه در سری‌لانکا است.